# Buffalo Springfield (verzamelalbum)
Buffalo Springfield is een verzamelalbum met twee elpees van de Amerikaanse band Buffalo Springfield. Het werd rond vijf jaar na het uiteengaan van de band uitgebracht.
Eerder verscheen al het verzamelwerk Retrospective: The best of Buffalo Springfield (1970) en zowel het debuutalbum (1967) als de Box set (2001) droegen als hoofdtitel hun naam Buffalo Springfield.
Het album wordt door AllMusic het meest complete verzamelwerk van de band genoemd totdat hun Box set uitkwam. Er staat een versie van Bluebird op dit album van negen minuten lang die op geen enkele andere plaat is verschenen.

## Nummers
| Nummer | naam                                              | leadzang                       | geschreven door              | duur |
| ------ | ------------------------------------------------- | ------------------------------ | ---------------------------- | ---- |
| A1     | For what it's worth (Stop, hey what's that sound) | Stephen Stills                 | Stephen Stills               | 3:00 |
| A2     | Sit down, I think I love you                      | Richie Furay en Stephen Stills | Stephen Stills               | 2:30 |
| A3     | Nowadays Clancy can't even sing                   | Richie Furay                   | Neil Young                   | 3:26 |
| A4     | Go and say goodbye                                | Richie Furay en Stephen Stills | Stephen Stills               | 2:19 |
| A5     | Pay the price                                     | Stephen Stills                 | Stephen Stills               | 2:35 |
| A6     | Burned                                            | Neil Young                     | Neil Young                   | 2:14 |
| A7     | Out of my mind                                    | Neil Young                     | Neil Young                   | 3:05 |
| B1     | Mr. Soul                                          | Neil Young                     | Neil Young                   | 2:35 |
| B2     | Bluebird                                          | Richie Furay en Stephen Stills | Stephen Stills               | 9:00 |
| B3     | Broken arrow                                      | Neil Young en Richie Furay     | Neil Young                   | 6:13 |
| B4     | Rock 'n' roll woman                               | Stephen Stills                 | Stephen Stills               | 2:44 |
| C1     | Expecting to fly                                  | Neil Young en Richie Furay     | Neil Young                   | 3:29 |
| C2     | Hung upside down                                  | Richie Furay en Stephen Stills | Stephen Stills               | 3:24 |
| C3     | A child's claim to fame                           | Richie Furay                   | Richie Furay                 | 2:09 |
| C4     | Kind woman                                        | Richie Furay                   | Richie Furay                 | 4:10 |
| C5     | On the way home                                   | Neil Young en Richie Furay     | Neil Young                   | 2:25 |
| C6     | I am a child                                      | Neil Young                     | Neil Young                   | 2:15 |
| D1     | Pretty girl why                                   | Richie Furay en Stephen Stills | Stephen Stills               | 2:24 |
| D2     | Special care                                      | Stephen Stills                 | Stephen Stills               | 3:30 |
| D3     | Uno mundo                                         | Stephen Stills                 | Stephen Stills               | 2:00 |
| D4     | In the hour of not quite rain                     | Richie Furay                   | Micki Callen en Richie Furay | 3:45 |
| D5     | Four days gone                                    | Stephen Stills                 | Stephen Stills               | 2:53 |
| D6     | Questions                                         | Stephen Stills                 | Stephen Stills               | 2:52 |